# Casa de Orates
La casa de Orates fue un centro para asilar y tratar a dementes y personas con trastornos psicológicos. Se fundó el 8 de agosto de 1852, en el Barrio Yungay, Santiago; siendo la Primera institución de este tipo en Chile.

## Antecedentes
Antes de su creación, los enfermos mentales eran maltratados en diversos centros, hospitales o cárceles, dependiendo del mal que sufrían. En el Caso de los enfermos mentales más agresivos y peligrosos, eran  encerrados en cárceles para evitar el contacto con la sociedad y el eventual daño que les podían causar a los ciudadanos. Allí se les aplicaban distintas prácticas para tranquilizarlos, como golpes con palos, duchas frías o sangrías. En los casos que lo anterior no funcionara, eran encerrados en calabozos que existían en el Hospital San Juan de Dios, en donde se les encadenaba.
Los casos de enajenados pertenecientes a la alta sociedad, eran enviados al Hospital de Locos en Lima, Perú. En el caso de que fuera menos agresivo, eran aislados en una habitación de su propia casa, donde se le asistía y cuidaba. En el caso de las mujeres, eran recluidas en quintas familiares o eran enviadas a conventos para así evitar el contacto con el resto de la sociedad.

## Historia
Fundado en 1852 con el nombre de la “casa de orates” en un principio se encontraba en el barrio Yungay, tras su inauguración, esta contaba con instalaciones muy precarias, por lo que se decidió construir un nuevo centro, el cual se instaló en la calle los olivos de la comuna de Recoleta, Santiago, lugar en el cual hasta el día de hoy se mantiene como el Hospital Instituto Psiquiátrico. 
La administración de esta institución estaba en manos de una junta directiva compuesta por filántropos y algunos vecinos honorables. El primer médico que ingresó a Casa de Orates fue Ramón Elguero, quien fue el primero en decir que "la locura es una enfermedad y por ende, podía ser tratada". Con el tiempo algunos médicos comenzaron a realizar informes en los cuales demostraban las pésimas condiciones en las que se encontraban los enfermos, además del hacinamiento debido a la poca capacidad de la institución. Con la llegada del Dr. Carlos Sazié, aumentaron los conflictos con la administración, ya que con la experiencia adquirida en su estadía en Europa, había aprendido técnicas y tratamientos  para aplicarlos, pero la administración no aceptaba sus ideas por problemas de presupuesto.
Pero con el avance del tiempo, y la llegada de nuevos médicos]] y especialistas, la imagen y poder de éstos fue cambiando frente la directiva de la Casa de Orates, inclusive llegaron a formar parte de esta. Esta Situación produjo un gran cambio en la institución, ya que comenzó a cambiar la imagen desde un asilo o reclusorio para locos, a un hospital de locos, donde se podía realizar el tratamiento de estas personas. El objetivo del recinto, más que lograr una asistencia adecuada para la curación del mal, fue, como antes, el de excluir a estos individuos, dadas la molestias y el peligro que representaban para el orden social.

### Secciones de la Casa de Orates
En el año 1920 esta institución constaba principalmente con 3 secciones:
- Hospital psiquiátrico para ingresos voluntarios y observación.
- Manicomio para alienados peligrosos y crónicos.
- Asilo de temperancia para alcohólicos.

### Hitos importantes
- 1928: La casa de Orates pasa a llamarse "Manicomio nacional"
- 1946: Debido a un incendio se destruye una parte considerable de su estructura, muriendo una decena de pacientes.
- 1955: Cambia nuevamente de nombre y pasa a llamarse "Hospital psiquiátrico".
- 1983: Es acreditado como instituto, y pasa a llamarse "Instituto Psiquiátrico Dr. José Horwitz Barak", en homenaje a José Horwitz quien fue director del establecimiento y tuvo importancia en el tratamiento de pacientes alcohólicos, desarrollando los programas de desintoxicación y rehabilitación.